# 広島県道416号三和油木線
広島県道416号三和油木線（ひろしまけんどう416ごう さんわゆきせん）は、広島県神石郡神石高原町を通る一般県道である。

## 概要
広島県神石郡神石高原町階見（しなみ）から神石郡神石高原町安田に至る。

### 路線データ
- 起点：神石郡神石高原町階見（広島県道26号新市七曲西城線交点）
- 終点：神石郡神石高原町安田（国道182号交点）
- 総延長：13 km

## 歴史
- 1960年（昭和35年）10月10日 - 広島県告示第682号により広島県道200号高蓋油木線として認定される。
- 1972年（昭和47年）11月1日 - 広島県の県道番号再編により広島県道416号高蓋油木線に改称する。
- 1976年（昭和51年）12月21日 - 広島県道26号新市七曲西城線（広島県道410号安田上下線（当時）と重用）の改良工事により同路線との接続点が神石郡三和町高蓋から神石郡三和町階見（しなみ）に移ったため広島県告示第954号により現在の路線名称に改称する。
- 2004年（平成16年）11月5日 - 神石郡の全町村が対等合併して神石郡神石高原町が発足したことに伴い神石郡神石高原町域のみを通る路線になり、併せて起終点の地名表記も変更される。

## 地理

### 通過する自治体
- 神石郡神石高原町

### 交差する道路
| 交差する道路                                           | 交差する場所   | 交差する場所 |
| ------------------------------------------------------ | -------------- | ------------ |
| 広島県道26号新市七曲西城線 広島県道27号吉舎油木線 重複 | 階見（しなみ） | 起点         |
| 広島県道259号帝釈峡井関線                              | 阿下           |              |
| 国道182号 国道314号 重複                               | 安田           | 終点         |

### 沿線
- さんわ総合センターやまなみ文化ホール（起点付近）